# Arifmetika ubiystva
Pour plus de détails, voir Fiche technique et Distribution.
Arifmetika ubiystva (Арифметика убийства) est un film soviétique réalisé par Dmitri Svetozarov, sorti en 1991,.

## Fiche technique
- Photographie : Sergeï Astakhov
- Musique : Alexandre Koutikov, Andreï Makarevitch, Alexandre Zaïtsev
- Décors : Elena Joukova
- Montage : Olga Amosova